# Vodopády Satiny
Vodopády Satiny jsou přírodní památka v katastrálním území obce Malenovice v okrese Frýdek-Místek v Moravskoslezském kraji. Oblast spravuje AOPK ČR – regionální pracoviště Správa Chráněné krajinné oblasti Beskydy.

## Předmět ochrany
Předmětem ochrany je koryto potoka Satiny pod Lysou horou, které je unikátní geologickou a geomorfologickou lokalitou v rámci flyšových Karpat a navazujících lesních porostů. Toto jedno z nejdelších skalních koryt na české straně Karpat. Hlavní vodopád na toku Satiny je 1,7 metru vysoký a nachází se v nadmořské výšce 570 metrů. Jeho sklon je 80° a průměrný průtok je 90 litrů vody za sekundu. Geologický podklad zde tvoří křídový pískovec a také břidlice.
Místo je celoročně volně přístupné. Nejsnadnější přístup k vodopádům je od studánky a rozcestníku U korýtka.

## Galerie

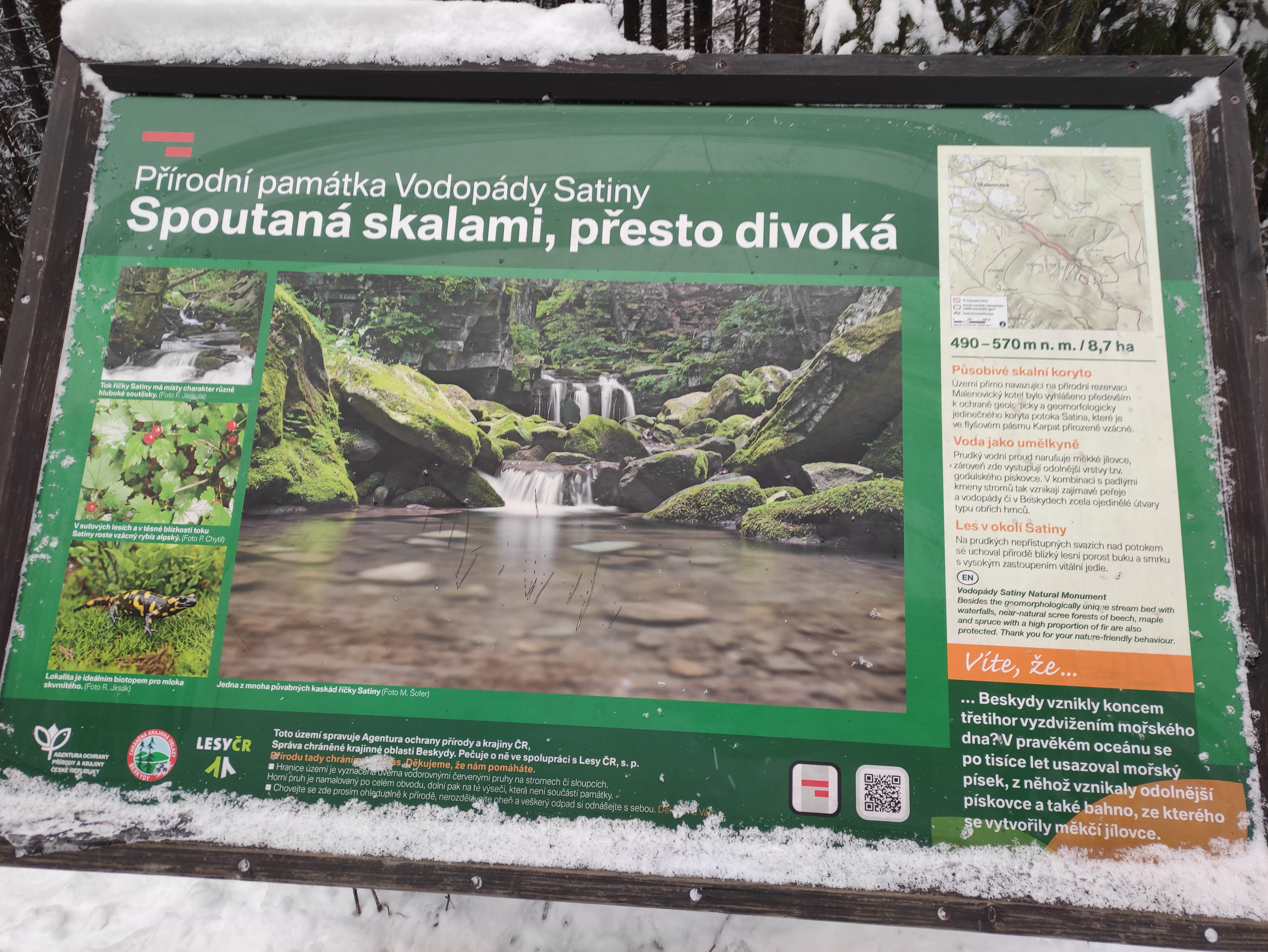
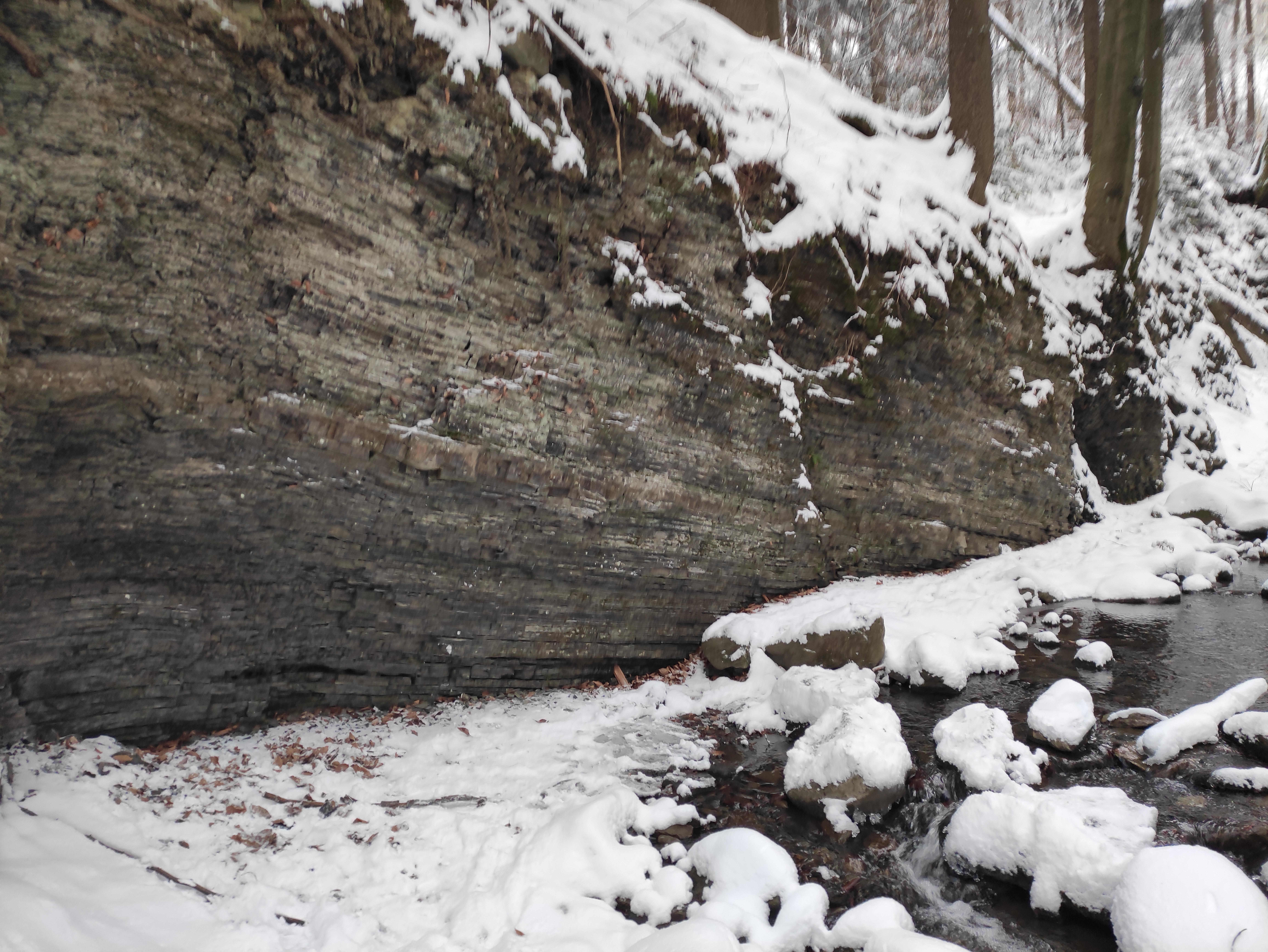
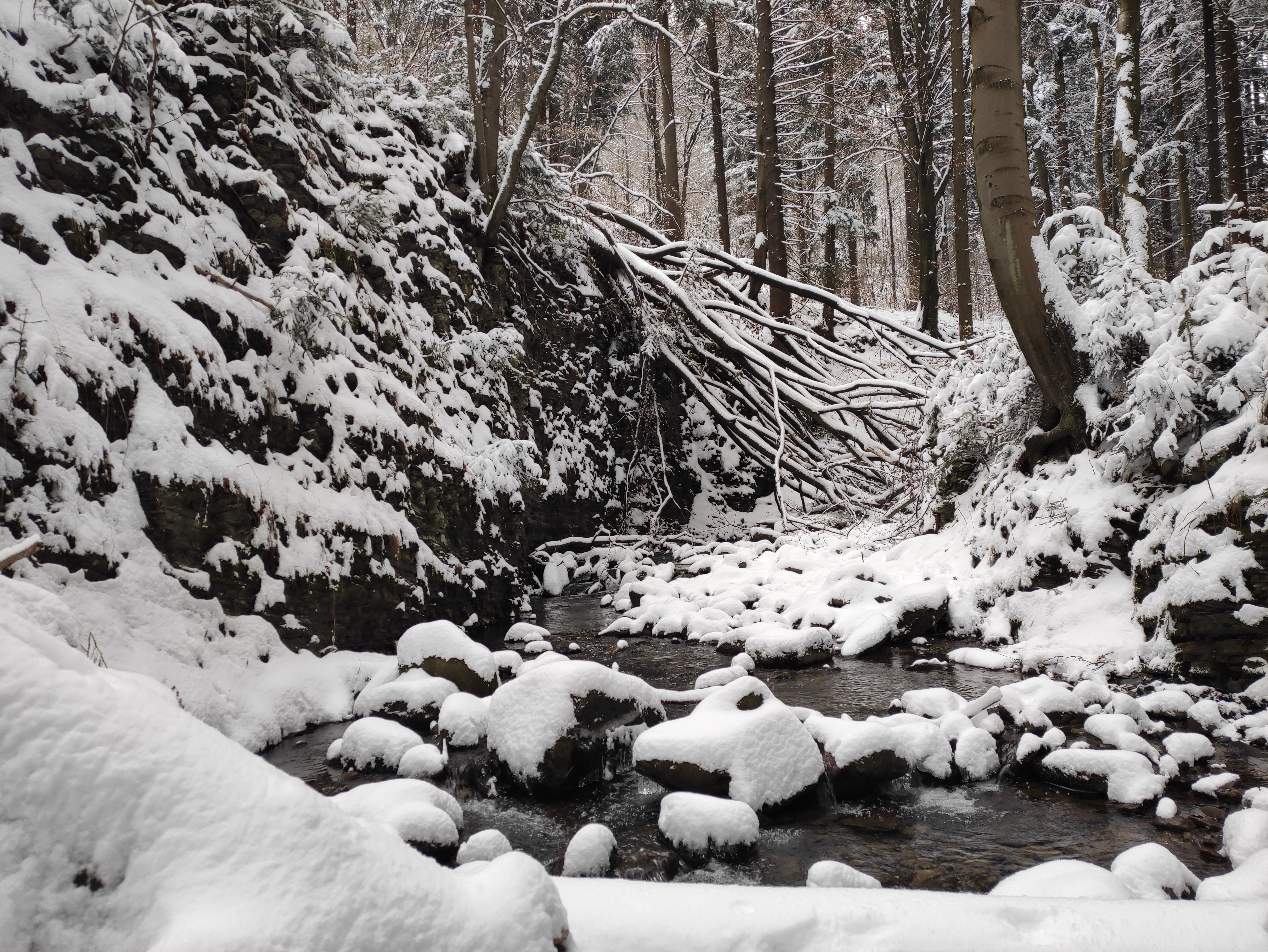
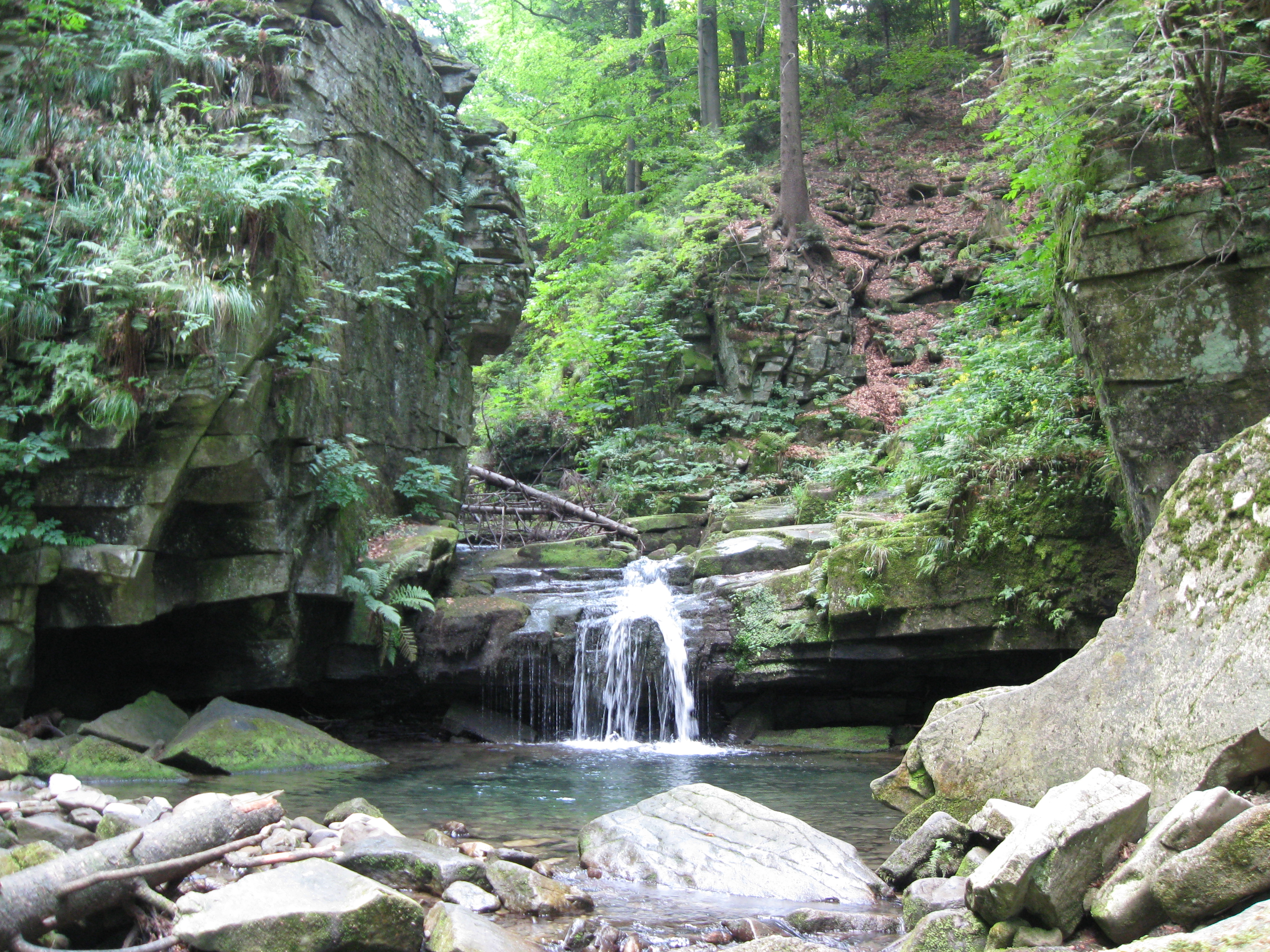
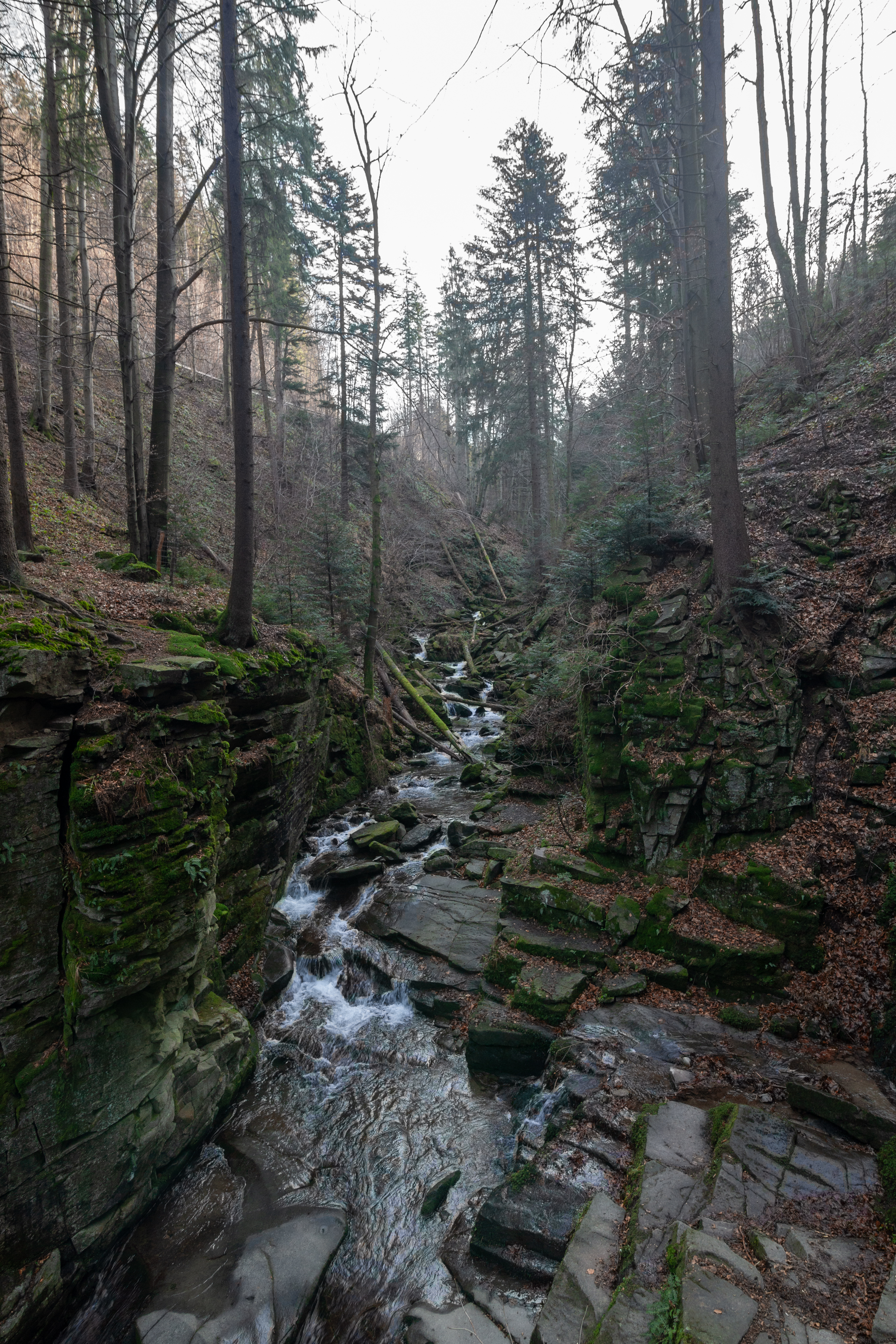